# Кондратьевы
Кондра́тьевы — дворянский род.
Опричником Ивана Грозного (1573) числился Василий Кондратьев. 
Дворяне Кондратьевы происходят от казачьего полковника Герасима Кондратьевича, основавшего (1655) город Сумы. Сын его Андрей Герасимович за верные службы отца пожалован (1684) полковником в Сумской полк, на место умершего брата Григория, за походы и раны пожалован московским дворянином (1687), а Андрей Кондратьевич пожалован в стольники.
Герасим переселился на Слободскую Украину (1655) с Украины Заднепровской. Цари Алексей Михайлович и Фёдор Алексеевич очень ценили его верную службу и награждали за неё похвальными грамотами и вотчинами. Несколько Кондратьевых были полковниками в сумском слободском полку.
После уничтожения полкового устройства Кондратьевы превратились в весьма крупных землевладельцев. В 1785 году им принадлежало 120 000 десятин в одной Харьковской губернии. Центром их владений служило село Хотень.
В 1800 году основная наследница этого состояния, Анна Андреевна Кондратьева, сочеталась браком с курским губернатором Михаилом Комбурлеем. По их кончине имения были разделены дочерьми, которые вышли замуж за Д. П. Бутурлина и М. Д. Толстого.

## Описание герба
Щит разделён горизонтально на две части, из коих в верхней в правом голубом поле изображены золотой крест и под ним того ж металла полумесяц, рогами обращённый вверх (польский герб Шелига). В левом чёрном поле три серебряные восьмиугольные звезды, одна в верху и две внизу. В нижней части в красном поле положены крестообразно серебряные: сабля и стрела, остриями вниз (изм. польский герб Пржестржал).
Щит увенчан обыкновенным дворянским шлемом с дворянскою на нём короною и со страусовыми перьями. Намёт на щит красный, подложенный золотом.

## Известные представители
- Кондратьев Андрей Герасимович — стольник (1687—1692).
- Кондратьев Герасим — московский дворянин (1692)[3].
- Кондратьев — поручик гренадерского графа Аракчеева полка, погиб в Бородинском сражении (1812), его имя записано на стене храма Христа Спасителя[2]